# Antoni Alster

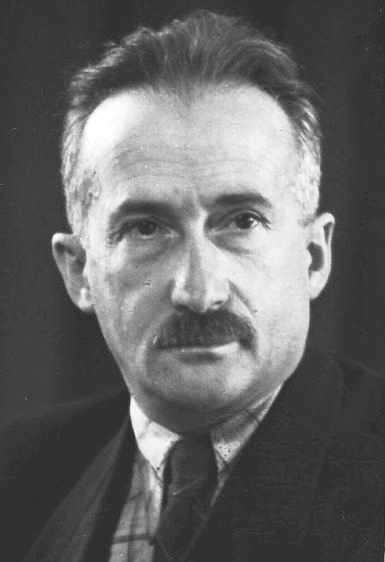
Antoni Alster (1946)

Antoni Nachum Alster (* 4. Februar 1903 in Rzeszów; † 29. September 1968 in Warschau) war ein Politiker der Polnischen Vereinigten Arbeiterpartei PZPR (Polska Zjednoczona Partia Robotnicza) in der Volksrepublik Polen, der unter anderem zwischen 1956 und 1962 Vize-Innenminister sowie von 1962 bis 1967 Vize-Minister für Kommunalwirtschaft war.

## Leben

### Parteifunktionär und Zweiter Weltkrieg

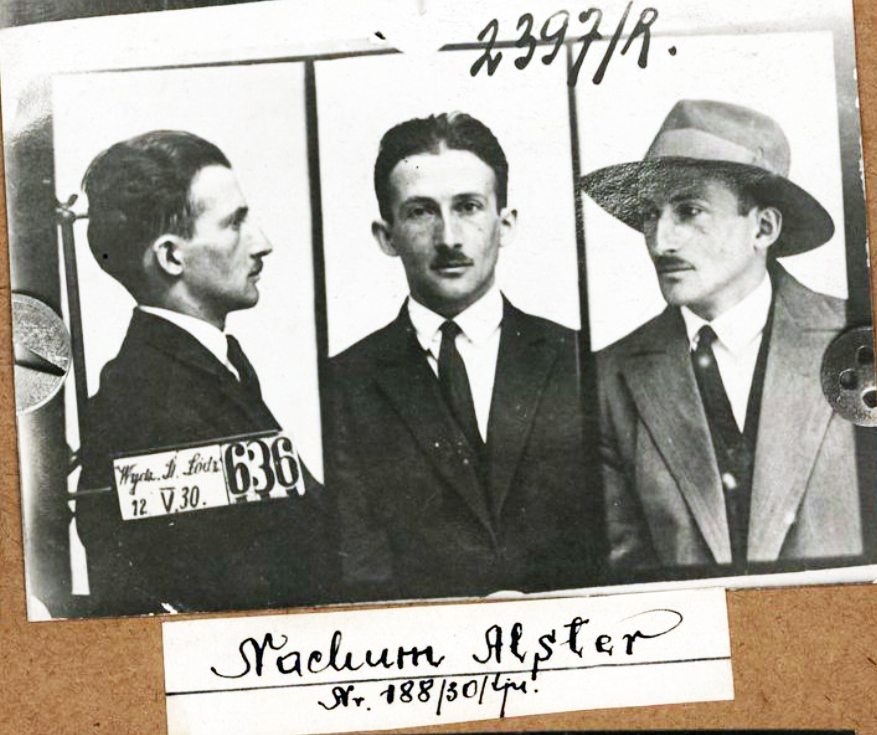
Fotos aus der Polizeiakte von Nachum Alster nach seiner Verhaftung 1930.

Antoni Nachum Alster, Sohn von Moses Alster und dessen Ehefrau Elsa Alster, stammte aus einer jüdischen Familie und nahm am 6. November 1923 am Krakauer Aufstand teil. Er trat 1924 der Kommunistische Arbeiterpartei Polens KPRP (Komunistyczna Partia Robotnicza Polski) bei, die seit 1925 den Namen Kommunistische Partei Polens KPP (Komunistyczna Partia Polski) trug. Nach verschiedenen Funktionen innerhalb der KPP in Krakau, Płock, Łódź und Warschau sowie der Kommunistischen Internationale, der sogenannten „Komintern“, wurde er in der Zwischenkriegszeit verschiedentlich festgenommen und inhaftiert. Er arbeitete im polnischen Kohlbecken, dem Zagłębie Dąbrowskie, in Oberschlesien und nahm an der Parteiarbeit in Mahiljou in der Weißrussischen Sozialistischen Sowjetrepublik sowie für die Kommunistische Partei der Westukraine teil.
Nach dem Überfall auf Polen durch die deutsche Wehrmacht im Zweiten Weltkrieg engagierte sich Alster unter dem Tarnnamen „Antek“, „Komar“, „Wit“ und „Hans“ im Widerstand gegen die Besatzungsmacht. Er besuchte die Internationale Lenin-Schule und trat danach in das I. Korps der polnischen Streitkräfte in der Sowjetunion ein. In der Zeit von August 1943 bis Mai 1944 war er Leiter des Politischen und Bildungsausschusses der 1. polnischen Infanterie-Division „Tadeusz Kościuszko“ (1 Warszawska Dywizja Piechoty) sowie daraufhin zwischen Mai und September 1944 Leiter des Politischen und Bildungsausschusses des polnischen Partisanenstabes PSzP (Polski Sztab Partyzancki). Im Februar 1945 wurde er Verbindungsoffizier im Stab des Kommandeurs der 2. Weißrussischen Front, Marschall Konstantin Konstantinowitsch Rokossowski.

### Sejm-Abgeordneter und ZK-Mitglied
Nach Kriegsende trat Alster am 7. Mai 1945 der Polnischen Arbeiterpartei PPR (Polska Partia Robotnicza) bei, die am 5. Januar 1942 im Untergrund in Warschau gegründet wurde. Kurz darauf wurde er am 23. Juni 1945 Erster Sekretär des PPR-Komitees von Bydgoszcz und bekleidete diese Funktion bis zum 10. Mai 1947. Am 29. Dezember 1945 wurde er ferner für die Polnische Sozialistische Partei – Freiheit, Gleichheit, Unabhängigkeit WRN (Polska Partia Socjalistyczna – Wolność, Równość, Niepodległość) Mitglied des Nationalrates (Krajowa Rada Narodowa), dem er bis 1947 angehörte. Er fungierte zwischen dem 10. Juni 1947 und dem 15. Dezember 1948 als Stellvertretender Leiter der Organisationsabteilung des Zentralkomitees der PPR. Er wurde 1947 für die PPR Mitglied des Gesetzgebenden Sejm (Sejm Ustawodawczy) und gehörte diesem für den Wahlkreis Nr. 25 Bydgoszcz bis 1952 an. In dieser Zeit war er Mitglied des Präsidiums der PPR-Fraktion sowie Mitglied der Ausschüsse für Wirtschaftsplanung und Haushalt, für Landwirtschaft und für Wahlordnung. Nach Änderung der Sejmordnung am 2. Juli 1949 wurde er Mitglied des Ausschusses für auswärtige Angelegenheiten des Gesetzgebenden Sejm. Er war zuletzt vom 3. September bis zum 3. November 1948 auch Mitglied des Sekretariats sowie zwischen dem 3. November 1948 und dem 15. Dezember 1948 Mitglied des Organisationsbüros des ZK der PPR.
Auf dem I. (Gründungs-)Parteitag der Polnischen Vereinigten Arbeiterpartei PZPR (Polska Zjednoczona Partia Robotnicza) (15. bis 22. Dezember 1948) wurde er Mitglied des Zentralkomitees (ZK) der PZPR und gehörte diesem Führungsgremium der Partei nach seinen Bestätigungen auf dem II. Parteitag (10. bis 17. März 1954) sowie auf dem III. Parteitag (10. bis 19. März 1959) bis zum IV. Parteitag (15. bis 20. Juni 1964) an. Zugleich war er zwischen dem 15. Dezember 1948 und dem 17. Juni 1952 zunächst Stellvertretender Leiter der Organisationsabteilung sowie anschließend vom 17. Juni 1952 bis zum 25. November 1954 Leiter der Organisationsabteilung des ZK der PZPR. Am 20. November 1952 wurde er Mitglied des Sejm, in dem er bis zum 20. November 1956 den Wahlkreis Nr. 15 Włocławek vertrat. In dieser ersten Legislaturperiode gehörte er den Ausschüssen zur Entwicklung der Geschäftsordnung des Sejm sowie für Gesetzgebungsangelegenheiten an. Er war ferner zwischen dem 14. Dezember 1954 und dem 11. Dezember 1956 stellvertretender Vorsitzender des Komitees für öffentliche Sicherheit beim Ministerrat (Komitet do spraw Bezpieczeństwa Publicznego), welches aus dem bisherigen Ministerium für öffentliche Sicherheit (Ministerstwo Bezpieczeństwa Publicznego) hervorgegangen war.

### Polnischer Oktober 1956, Vize-Innenminister und Vize-Minister für Kommunalwirtschaft

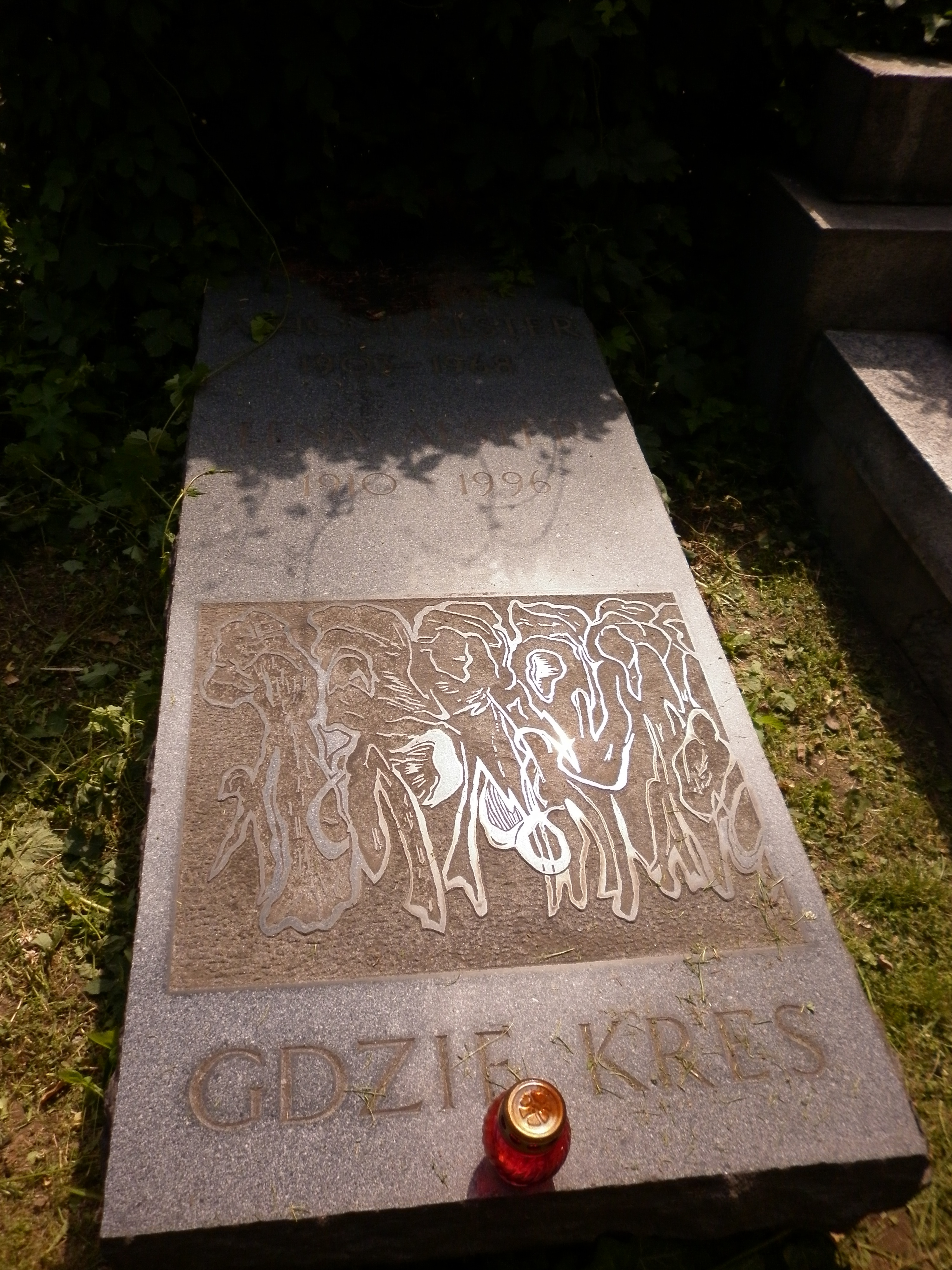
Grabstätte auf dem Warschauer Powązki-Militärfriedhof.

Während der Zeit des Polnischen Oktober 1956 gehörte Antoni Alster im Machtkampf innerhalb der PZPR der nach einem Komplex modernistischer Mietshäuser in der Ul. Puławska 24 und 26 in Warschau benannten „Pulawy“-Gruppe (Puławianie) unter Führung von Roman Zambrowski und Leon Kasman an, die hauptsächlich aus Intellektuellen und Aktivisten bestand, die im ersten Jahrzehnt Volkspolens aktiv waren. Die Pulawy-Fraktion stand in Opposition zur Natolin-Fraktion um Zenon Nowak, Wiktor Kłosiewicz, Hilary Chełchowski, Aleksander Zawadzki, Władysław Kruczek, Władysław Dworakowski, Kazimierz Mijal, Franciszek Mazur, Bolesław Rumiński, Franciszek Jóźwiak und Stanisław Łapot, die gegen die Liberalisierung des kommunistischen Systems war, und die nationalistische und antisemitische Parolen proklamierte, um in der PZPR an die Macht zu kommen.
Am 11. Dezember 1956 wurde Alster Vize-Innenminister (Wiceminister spraw wewnętrznych) und bekleidete dieses Amt als Stellvertreter von Innenminister Władysław Wicha bis zum 4. Mai 1962. Anschließend übernahm er am 5. Mai 1962 den Posten als Vize-Minister für Kommunalwirtschaft (wiceminister gospodarki komunalnej) und hatte diesen als Stellvertreter des Minister für Kommunalwirtschaft Stanisław Sroka bis zum 31. Dezember 1967 inne.
Für seine langjährigen Verdienste in der Volksrepublik Polen wurde er mehrfach ausgezeichnet und erhielt unter anderem 1946 die Kommandeurswürde mit Stern des Ordens Polonia Restituta, zwei Mal den Orden des Banners der Arbeit (Order Sztandaru Pracy) Erster Klasse sowie den Orden des Grunwald-Kreuzes (Order Krzyża Grunwaldu) Erster Klasse. Er wurde nach seinem Tode auf dem Warschauer Powązki-Militärfriedhof beigesetzt.